# Dipartimento di Dosso
Il dipartimento di Dosso è un dipartimento del Niger facente parte della regione omonima. Il capoluogo è Dosso.

## Geografia antropica
Il dipartimento di Dosso è suddiviso in 11 comuni:

### Comuni urbani
- Dosso

### Comuni rurali
- Farey
- Garankedey
- Golle
- Goroubankassam
- Karguibangou
- Mokko
- Sambera
- Tessa
- Tombokoirey I
- Tombokoirey II